# Stefan Caragea
Stefan Caragea (n. 11 mai 1840, Stefan Karadjovo, Imperiul Otoman – d. 30 iulie 1868, Ruse, Imperiul Otoman) a fost un erou național bulgar, militant revoluționar pentru Redeșteptarea națională a bulgarilor și un conducător al rebeliunii împotriva Imperiului Otoman.